# Matthias von Wulffen
Matthias von Wulffen (* 19. Dezember 1942 in Lübeck) ist ein deutscher Jurist, der von 1995 bis 2007 Präsident des Bundessozialgerichts war. 

## Leben
Nach dem Abitur absolvierte von Wulffen ab 1962 einen freiwilligen zweijährigen Wehrdienst als Soldat auf Zeit. Anschließend studierte er Rechtswissenschaft an den Universitäten Hamburg und Marburg. 1969 legte er in Hessen die Erste und 1972 in Bayern die Zweite juristische Staatsprüfung ab. 
Ab 1973 war von Wulffen in der bayerischen Sozialgerichtsbarkeit tätig. 1979 wurde er zum Richter am Bayerischen Landessozialgericht, 1985 zum Vorsitzenden Richter und 1986 zum Präsidenten des Sozialgerichts München ernannt. Bereits im darauf folgenden Jahr wurde von Wulffen zum Richter am Bundessozialgericht berufen, wo er zunächst in dem für die Unfallversicherung zuständigen Senat zugewiesen war. 1990/91 wurde er als Bundesberater für den Freistaat Sachsen zum Aufbau der sächsischen Sozialverwaltung abgeordnet. 1992/93 war von Wulffen Mitglied des Unabhängigen Ausschusses Eignungsprüfung für die Übernahme ehemaliger NVA-Offiziere in die Bundeswehr. 1995 wurde er mit Wirkung zum 1. September 1995 zum Präsidenten des Bundessozialgerichts ernannt. Zugleich übernahm er den für das Leistungsrecht der Krankenversicherung zuständigen Senat des Gerichts.
Im Juli 2007 wurde von Wulffen für seine Verdienste um das Sozialrecht die Ehrendoktorwürde der Universität Kassel verliehen.
Die Nachfolge von Wulffens als Präsident des Bundessozialgerichts trat zum 1. Januar 2008 Peter Masuch an.